# Santiago Apoala
Santiago Apoala là một đô thị thuộc bang Oaxaca, México. Năm 2005, dân số của đô thị này là 815 người.